# Leonardo Castro
David Leonardo Castro Cortez (Bogotà, 12 maggio 1989) è un calciatore colombiano, attaccante del Greenville Triumph.

## Palmarès

### Club

#### Competizioni nazionali
- Campionato sudafricano: 1

Mamelodi Sundowns: 2015-2016
- Telkom Knockout: 1

Mamelodi Sundowns: 2015

#### Competizioni internazionali
- CAF Champions League: 1

Mamelodi Sundowns: 2016
- Supercoppa CAF: 1

Mamelodi Sundowns: 2017